# Електродвижеща сила
Електродвижеща сила (ЕДС) е физична величина, характеризираща работата на страничните (непотенциални) сили в източниците на постоянен или променлив ток. В затворен проводящ контур ЕДС е равна на механичната работа на тези сили за преместването на единичен положителен електрически заряд по контура.
ЕДС може да се изрази чрез интензитета на електрическото поле на страничните сили ({\displaystyle E_{ex}}). В затворен контур ({\displaystyle L}) ЕДС е равна на:
{\displaystyle {\mathcal {E}}=\oint E_{ex}dl}, където {\displaystyle dl} е единичен елемент от дължината на контура.
Също както и напрежението, ЕДС се измерва във волти.
Математическа формулировка на Франц Ернст Нойман (1845 г.):
Всяко изменение на магнитния поток през затворен контур води до възникването на индукционна ЕДС и индукционен ток в този контур:
{\displaystyle {\mathcal {E}}=-F_{S}/dt},
където {\displaystyle F_{S}} е потокът на магнитното поле през затворена повърхност {\displaystyle S}, а {\displaystyle dt} е безкрайно малък период време. Знакът „–“ пред израза показва, че индукционният ток, създаден от индукционната ЕДС, препятства изменението на магнитния поток в контура. Потокът на магнитното поле се измерва във вебери.
|  | Тази страница частично или изцяло представлява превод на страницата „Электродвижущая сила“ в Уикипедия на руски. Оригиналният текст, както и този превод, са защитени от Лиценза „Криейтив Комънс – Признание – Споделяне на споделеното“, а за съдържание, създадено преди юни 2009 година – от Лиценза за свободна документация на ГНУ. Прегледайте историята на редакциите на оригиналната страница, както и на преводната страница, за да видите списъка на съавторите. ВАЖНО: Този шаблон се отнася единствено до авторските права върху съдържанието на статията. Добавянето му не отменя изискването да се посочват конкретни източници на твърденията, които да бъдат благонадеждни. |